# 希腊2号高速公路

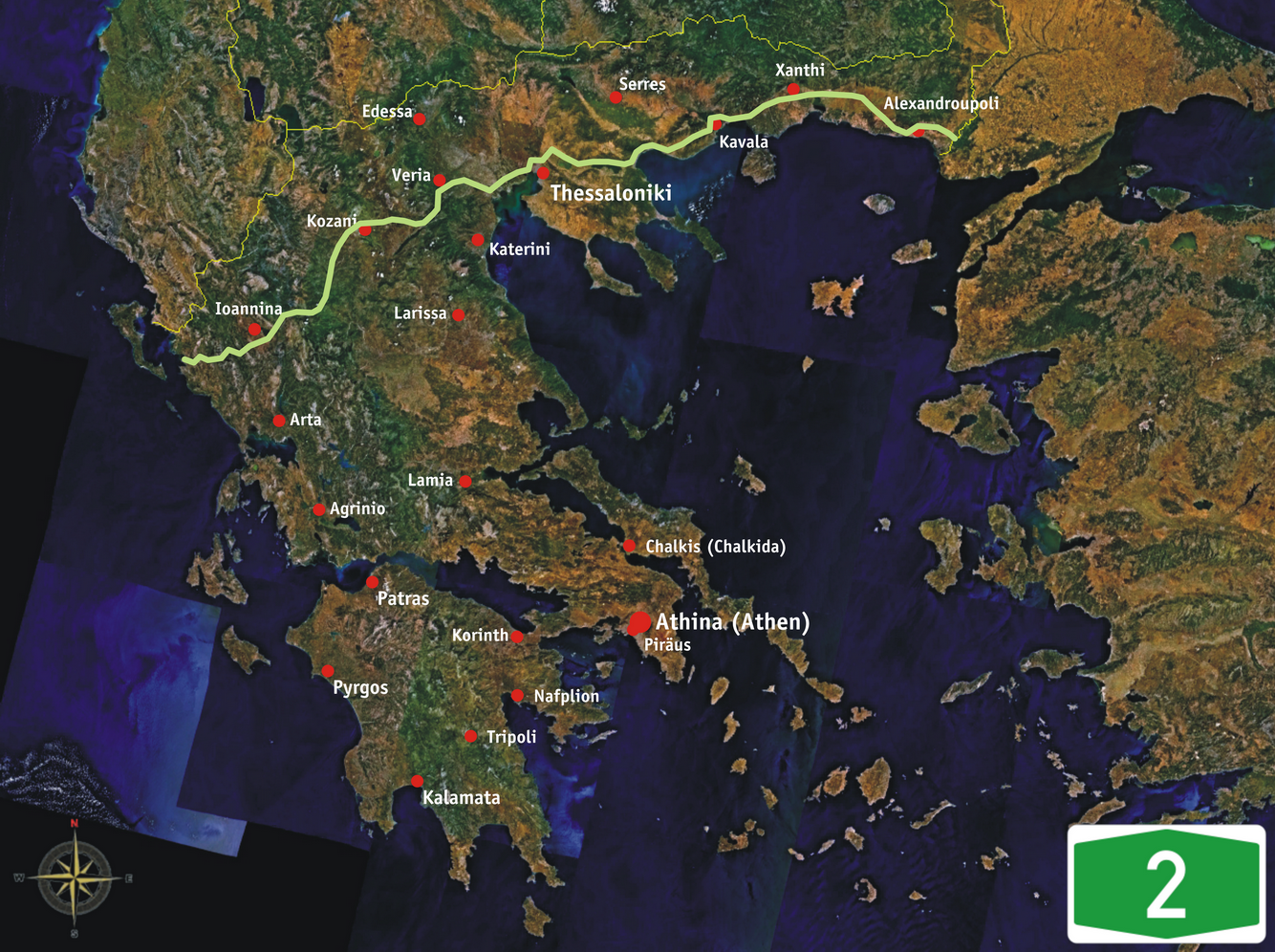
希腊2号国道

希腊2号国道，又称艾格纳提亚公路(希腊语: Εγνατία Οδός) ，为希腊境内的一条高速公路，西起伊古迈尼察(Igoumenitsa)，东至希土边境的Kipoi，总长度670km (416mi)。该公路为欧洲E90公路的一部分。该公路于1990年代动工，2009年通车。
途径的主要城市有塞萨洛尼基、克桑西、亚历山德鲁波利斯、韦里亚等。